# 6350 Schlüter
6350 Schlüter eller 3526 P-L är en asteroid i huvudbältet som upptäcktes den 17 oktober 1960 av den nederländsk-amerikanske astronomen Tom Gehrels och det nederländska astronomparet Ingrid van Houten-Groeneveld och Cornelis Johannes van Houten vid Palomarobservatoriet. Den är uppkallad efter den tyske skulptören Andreas Schlüter.
Asteroiden har en diameter på ungefär 22 kilometer.